# Nam Dương, Hà Nam (Trung Quốc)
Nam Dương (Giản thể: 南阳, Phồn thể: 南陽; Bính âm: Nányáng) là một địa cấp thị tại tỉnh Hà Nam, Cộng hoà Nhân dân Trung Hoa.
Nam Dương có diện tích 26.600 km², dân số năm 2006 là 10,7 triệu người, trong đó có 800.000 thị dân.

## Hành chính
Nam Dương có các quận, thành phố cấp huyện, huyện sau:

### Quận
- Ngọa Long (卧龙区)
- Uyển Thành (宛城区)

### Thành phố cấp huyện
- Đặng Châu (邓州市)

### Huyện
- Huyện Đồng Bách (桐柏县)
- Huyện Trấn Bình (镇平县)
- Huyện Phương Thành (方城县)
- Huyện Tích Xuyên (淅川县), 镇平县
- Huyện Đường Hà (唐河县)
- Huyện Nam Triệu (南召县)
- Huyện Nội Hương (内乡县)
- Huyện Tân Dã (新野县)
- Huyện Xã Kỳ (社旗县)
- Huyện Tây Hạp (西峡县)